# Bastaix

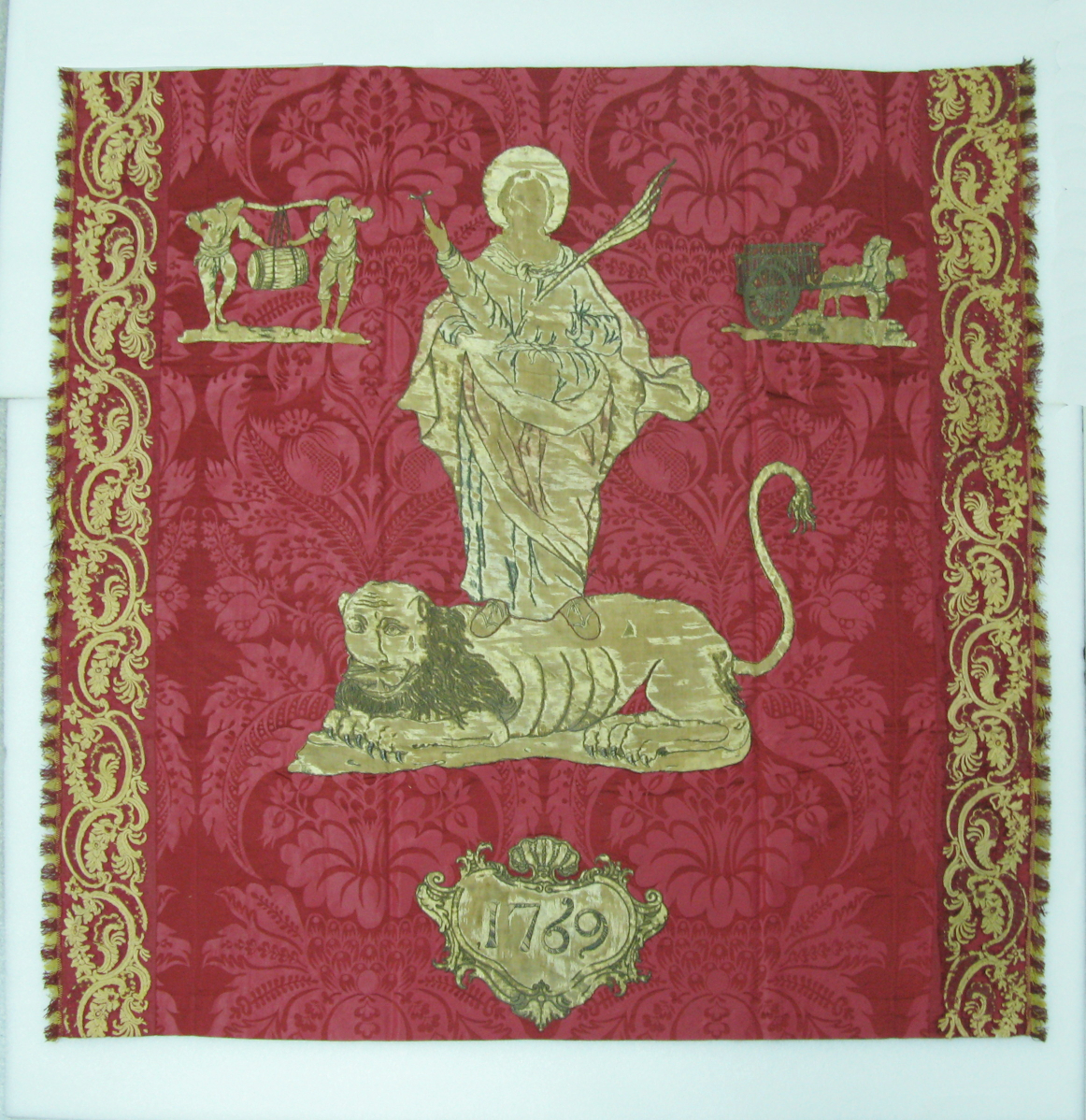
Bandera gremial dels Bastaixos de Ribera. Any 1769. Col·lecció del Museu d'Història de Barcelona.

Un bastaix era una persona que tenia per ofici portar càrrega de pes a coll. Els bastaixos transportaven càrregues de tota mena, i es diferenciaven dels traginers perquè no portaven carro. A ciutats com Barcelona els bastaixos s'associaven principalment al transport i la descàrrega de mercaderies al Port (semblants als actuals estibadors), i eren constituïts en confraria professional.

## Història

### Barcelona
A Barcelona, un gran nombre de bastaixos treballaven al Port, on eren anomenats també macips de ribera, pel seu origen esclau. Durant el primer quart del segle xiv ja eren tots eren homes lliures; pertanyien, no obstant a una confraria humil, que havia de destinar els pocs recursos a l'assistència de les seves viudes o ancians.
Avui en dia, els bastaixos de Barcelona són coneguts principalment per haver estat els impulsors, juntament amb els treballadors del mar i els veïns de l'entorn, de la construcció de l'església de Santa Maria del Mar, al barri de la Ribera, que és l'exponent principal de l'anomenat gòtic ample o gòtic català, i amb què pretenien superar en bellesa la catedral del barri Gòtic, que finançaven el rei i l'església.
Els bastaixos assumiren com a tasca pròpia el portatge gratuït, des de la distant pedrera reial de Montjuïc fins als peus de l'església, de tota la pedra necessària per a la construcció d'aquesta; i ho varen fer carregant sobre les seves espatlles les impressionants pedres que després serien treballades a peu d'obra.

### Ribagorça
A la comarca de la Ribagorça, i particularment als pobles de Tolba, Lluçars, Segarres, Viacamp i Lliterà, els bastaixos s'encarregaven de transportar les pedres de les pedreres per fer els carreus. D'aquest ofici avui n'ha perviscut en l'ús modern un terme pejoratiu per a designar persones «de poques llums», algú que diu ruqueries, exagera o diu quelcom sense sentit.

### Balears
A Mallorca i Eivissa, els bastaixos s'encarregaven de la càrrega de mercaderies en general. A Mallorca, els bastaixos no constituïen un col·legi professional, malgrat que l'ofici devia tenir cert grau d'organització, atès que treballaven tots al carrer del Segell, anomenat també carrer dels Bastaixos (avui en dia, de manera oficial, carrer de Jaume II, per bé que el nom de carrer dels Bastaixos encara és viu). Actualment, a Eivissa el mot també serveix per referir-se a una persona de baixa condició social, fent diferència entre «senyors» i «bastaixos».